# Prunum thalassicola
Prunum thalassicola is een slakkensoort uit de familie van de Marginellidae. De wetenschappelijke naam van de soort is voor het eerst geldig gepubliceerd in 2007 door Espinosa, Ortea & Fernández-Garcés.